# Allium apulum
Allium apulum là một loài thực vật có hoa trong họ Amaryllidaceae. Loài này được Brullo & al. mô tả khoa học đầu tiên năm 2001.